# Praia da Amoreira
Praia da Amoreira,vista parcial

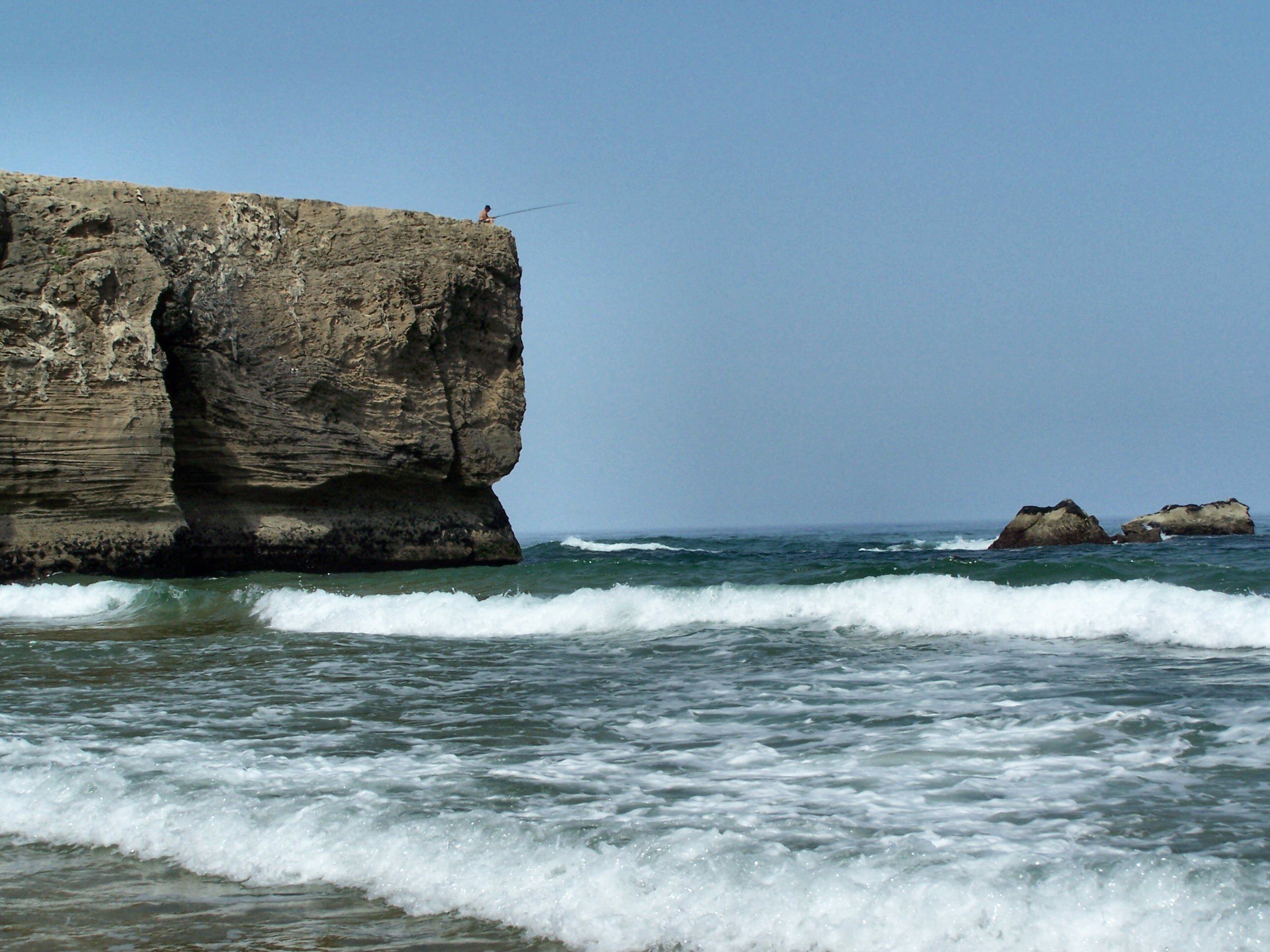
Praia da Amoreira,com uma grande formação rochosa que serve de pesqueiro

Amoreira é uma praia portuguesa, situada junto da freguesia da Aljezur no município algarvio de Aljezur. Faz parte do Parque Natural do Sudoeste Alentejano e Costa Vicentina.
A Praia da Amoreira tem um pequeno riacho, o Riacho da Amoreira.
O acesso a esta praia faz-se na entrada norte de Aljezur pela EN 120, e a cerca de 7 km deste cruzamento fica a praia. A orientação é noroeste.
Nesta praia encontramos a foz da Ribeira de Aljezur que forma um sistema estuário-lagunar de uma beleza natural e pouco comum noutras praias. O seu extenso areal dá lugar a um também extenso campo dunar que estende para um habitat de sapal. Neste local ainda temos o prazer de poder ver a lontra, a garça-cinzenta ou o bonito guarda-rios.
Junto à praia orientação norte pode-se observar a imponente arriba, talhada de xisto e grauvaques, de cor acentuadamente cinzenta e preta. Já a sul encontra-se uma encosta verdejante sobre o vale. Brotam formações rochosas muito belas, são vestígios duma antiga duna, agora fossilizada, neste local existe plantas únicas no mundo. Com a baixa-mar o espectáculo é mesmo muito belo porque põe a descoberto formações rochosas fossilizadas e formam-se extensas lagunas no areal, onde a água tem uma temperatura acima dos 20 °C.
Praia também muito procurada pelos desportos radicais que proporciona, surf e bodyboard.